# Auristela Obando Morgan
Auristela Ana Obando Morgan (Chiclayo, 3 de agosto de 1953) es una abogada y política peruana. Es congresista de la república por el Callao para el periodo parlamentario 2021-2026 y fue regidora de regidora de la Municipalidad de Lima desde 2015 hasta 2018. Es esposa del excongresista José Barba.

## Biografía
Nació en el Distrito de Chiclayo, ubicado en el Departamento de Lambayeque, el 3 de agosto de 1953.
Realizó sus estudios de Derecho en la Universidad de San Martín de Porres, donde llegó a graduarse como abogada en 1978 y también cuenta con un bachiller en Ciencias de Derecho. También tiene un estudio de posgrado en la Universidad Andina Simón Bolívar.
Laboró en el Gobierno Regional del Callao como consultora desde 2020 hasta 2021.
Está casada con el excongresista José Barba.

## Carrera política
Su carrera política empieza cuando postula al Parlamento Andino en 2006 por la alianza Unidad Nacional. Sin embargo, quedó como primera suplente de Rafael Rey, quien logró ser electo.
Fue cofundadora del partido Cambio Radical, junto con su esposo, José Barba, donde ejerció como personera legal.

### Regidora de Lima
En las elecciones municipales de 2014, decidió formar parte de la lista de candidatos a regidores por Solidaridad Nacional, de Luis Castañeda Lossio, y resultó elegida para el periodo municipal 2015-2018.

### Congresista de la República
Para las elecciones parlamentarias de 2021, postuló al Congreso de la República encabezando la lista del Callao por Fuerza Popular. Obando resultó elegida, con 8914 votos, para el periodo parlamentario 2021-2026.
En el parlamento, ejerció como vicepresidenta de la Comisión de Descentralización.